# Џемал Табидзе
Џемал „Џими“ Табидзе (груз. ჯემალ "ჯიმი" ტაბიძე; Самтредија, Грузија, 18. март 1996) је грузијски професионални фудбалер који игра на позицији централног бека за грчки суперлигашки клуб Панетоликос и репрезентацију Грузије.

## Клубска каријера
Након што је каријеру започео у Пирвели лиги са ФК Сабуртало Тбилиси, Табидзе се придружио белгијском клубу ФК Гент у јулу 2015. Играо је за резервни тим, без учешћа у првом тиму.
Дана 14. фебруара 2017, Табидзе се придружио клубу руске Премијер лиге ФК Урал Јекатеринбург на позајмици до краја сезоне 2016–17. 
Дана 1. јула 2017, Табидзе је потписао дугорочни уговор са ФК Уфа.  Табидзе је 30. марта 2022. споразумно раскинуо уговор са Уфом. 
11. јуна 2022. Табидзе се вратио у Белгију и потписао двогодишњи уговор са Кортријком.  Дана 15. јула 2022, његов уговор са Кортријком је споразумно раскинут пре почетка сезоне, а клуб је то објаснио недостатком кондиције за утакмицу, што је омогућило Табидзеу да се придружи ФК Динамо Тбилиси.  Динамо Тбилиси је 12. септембра 2023. објавио да је Табидзе напустио клуб након што му је споразумно раскинут уговор.
У јануару 2024. Табидзе се придружио грчком суперлигашу ФК Панетоликосу на осамнаестомесечни уговор са опцијом за још годину дана. 

## Међународна каријера
Табидзе је дебитовао за фудбалску репрезентацију Грузије 23. јануара 2017. у пријатељској утакмици против Узбекистана.

## Статистика каријере

### Клуб
Ажурирано 13. мај 2018.
| Клуб                 | Сезона            | Првенство                      | Првенство | Првенство | Национални куп | Национални куп | Континентални куп | Континентални куп | Укупно  | Укупно |
| Клуб                 | Сезона            | Лига                           | Наступи   | Голови    | Наступи        | Голови         | Наступи           | Голови            | Наступи | Голови |
| -------------------- | ----------------- | ------------------------------ | --------- | --------- | -------------- | -------------- | ----------------- | ----------------- | ------- | ------ |
| ФК Сабуртало Тбилиси | 2013–14.          | Erovnuli Liga 2                | 18        | 0         | 0              | 0              | –                 | –                 | 18      | 0      |
| ФК Сабуртало Тбилиси | 2014–15.          | Erovnuli Liga 2                | 19        | 2         | 1              | 0              | –                 | –                 | 20      | 2      |
| ФК Сабуртало Тбилиси | Укупно            | Укупно                         | 37        | 2         | 1              | 0              | 0                 | 0                 | 38      | 2      |
| ФК Урал              | 2016–17.          | Премијер лига Русије у фудбалу | 3         | 0         | 1              | 0              | –                 | –                 | 4       | 0      |
| ФК Уфа               | 2017–18.          | Премијер лига Русије у фудбалу | 20        | 0         | 1              | 0              | –                 | –                 | 21      | 0      |
| Укупно у каријери    | Укупно у каријери | Укупно у каријери              | 60        | 2         | 3              | 0              | 0                 | 0                 | 63      | 2      |

### Интернатионал
Скорови и резултати прво наводе зброј голова Грузије, колона са резултатом показује резултат након сваког гола Табидзеа.
| Не. | Датум          | Место одржавања                        | Противник | Резултат | Резултат | Конкуренција |
| --- | -------------- | -------------------------------------- | --------- | -------- | -------- | ------------ |
| 1   | 27. март 2018. | Стадион Михаил Месхи, Тбилиси, Грузија | Естонија  | 1–0      | 2–0      | Пријатељски  |